# Piramide degli Italiani
La Piramide degli Italiani è un mausoleo inaugurato il 26 agosto 1939 per ospitare le salme degli italiani del Corpo Truppe Volontarie caduti nella battaglia di Santander. Si trova a Puerto del Escudo nel comune di Valle de Valdebezana, nella provincia di Burgos, a pochi metri dal confine con la Cantabria.

## Storia
Il mausoleo fu fatto erigere nel 1937. La costruzione fu diretta dall'architetto italiano Pietro Giovanni Bergaminio. Inaugurato il 26 agosto 1939, nel giorno della ricorrenza della vittoria dei nazionalisti di due anni prima, nella battaglia di Santander.
Al suo interno furono sepolti i resti di 384 soldati italiani del CTV (Corpo Truppe Volontarie). Il Conte Galeazzo Ciano, Ministro degli affari esteri del Regno d'Italia tra il 1936 e il 1943, sovrintese alla sepoltura dei soldati insieme al Ministro degli interni della Spagna, Ramón Serrano Suñer.
Si riteneva che la porta della piramide avesse la forma di una "M " in onore di Benito Mussolini, ma alcuni specialisti ritengono che significhi mortorio, cioè cimitero..
Il 19 maggio 1971, un pulmino militare con a bordo circa 50 persone provenienti da Roma che si recavano a visitare il mausoleo, a circa 5 chilometri dalla destinazione, uscì di strada in una delle curve del percorso, causando la morte di 12 persone. Il luogo dell'incidente è noto come La Curva degli Italiani.
Dopo l'incidente su citato, nel 1975, il governo italiano decise di riesumare le salme: 268 furono rimpatriate in casse di zinco e le restanti furono trasferite nella Chiesa di San Antonio da Padova a Saragozza.
Il mausoleo da allora è stato abbandonato, subendo un deterioramento atmosferico e atti di vandalismo.
Nella delibera del 21 febbraio 2023, della Direzione Generale dei Beni Culturali, La Piramide degli Italiani, nella Valle de Valdebezana (Burgos), classificata come Monumento, è stata dichiarata Bene di Interesse Culturale.

## Struttura
Il mausoleo è realizzato in cemento rivestito con lastre di calcare e misura 20 metri di altezza; all'interno vi sono due aperture di cui solo una presenta una scala che conduce ad una cripta sotterranea dove erano stati sepolti 12 ufficiali italiani.

## Galleria d'immagini

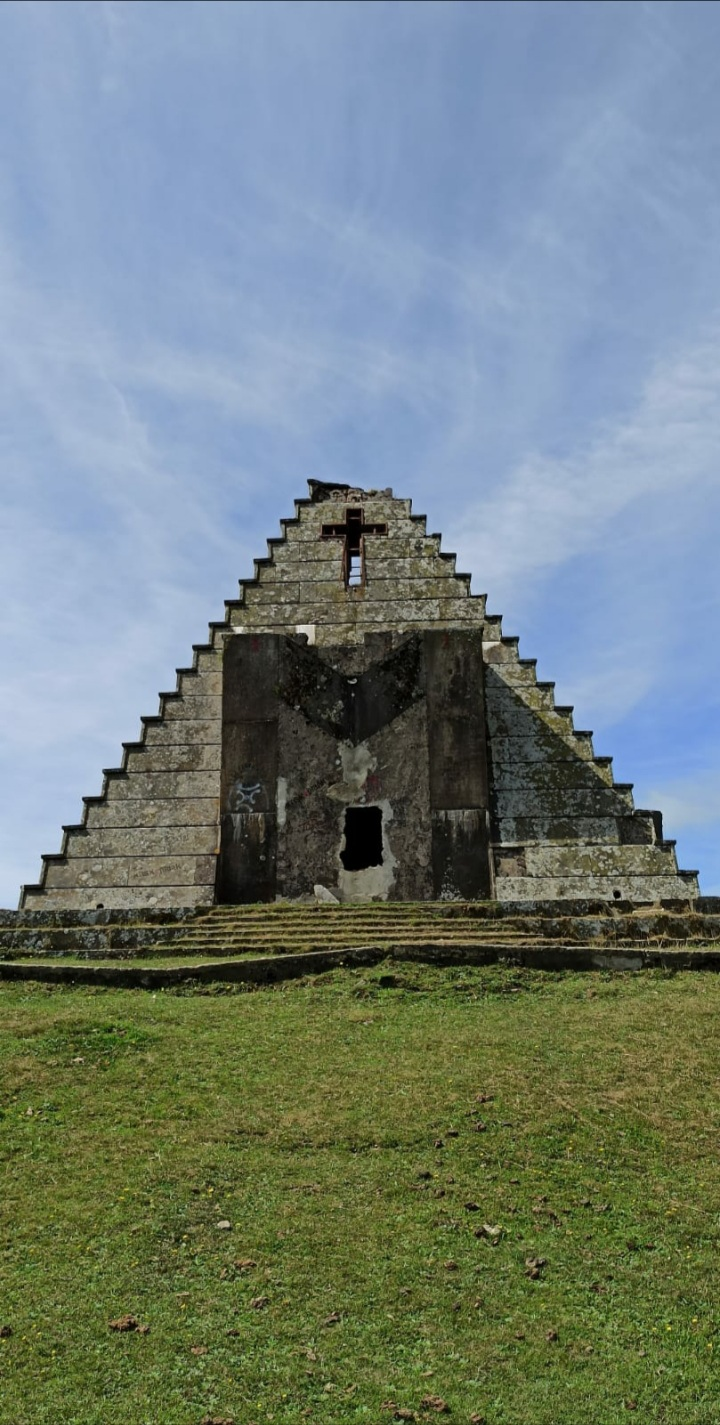
Ingresso.
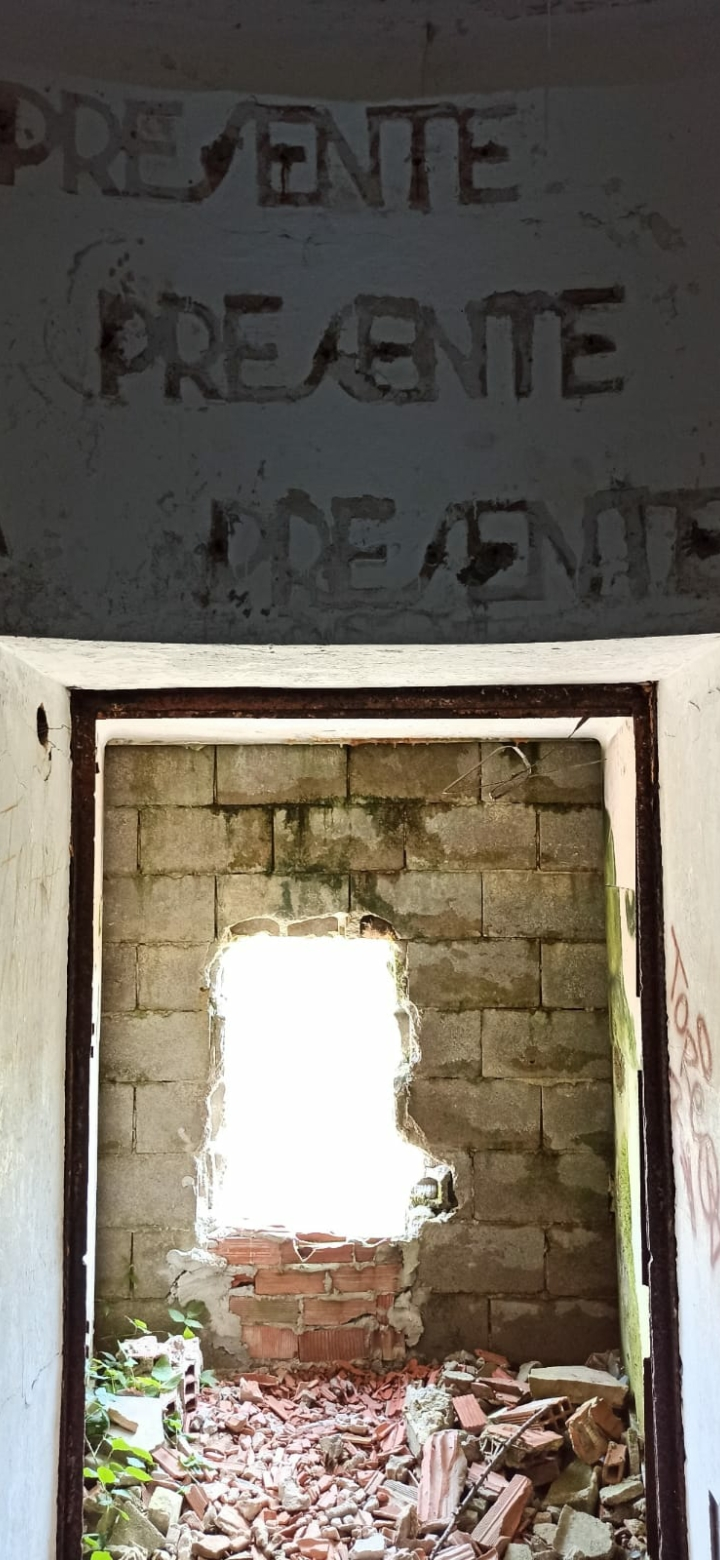
Iscrizioni interne.
vista laterale.
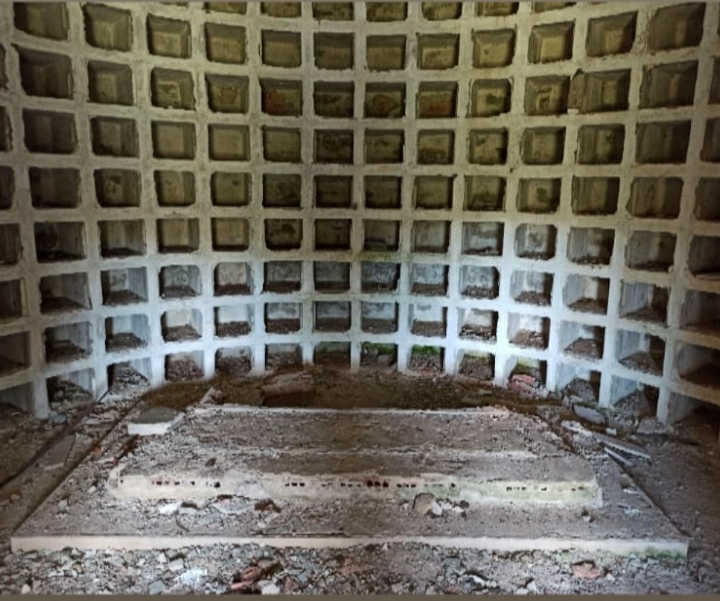
interno.